# عبود عمر
عبود عمر (بالإنجليزية: Aboud Omar) هو لاعب كرة قدم كيني في مركز الدفاع، ولد في 9 سبتمبر 1992 في كينيا. شارك مع منتخب كينيا لكرة القدم. أما مع النوادي، فقد لعب مع سلافيا صوفيا وسيركل بروج ونادي توسكر.

## وصلات خارجية
- عبود عمر على موقع قاعدة بيانات كرة القدم.إي يو (الإنجليزية)
- عبود عمر على موقع ناشيونال فوتبول تيمز (الإنجليزية)
- عبود عمر على موقع Soccerway.com (الإنجليزية)
- عبود عمر على موقع عالم كرة القدم.نت (الإنجليزية)